# Histoire du corps
L'histoire du corps est un courant historiographique et une branche de l'histoire culturelle et de l'histoire des représentations. Elle étudie principalement les représentations et les mises en œuvre du corps humain. L’interdépendance du corps humain et de la société y est examinée dans sa dimension historique. En effet, le corps est notamment façonné par les valeurs et les normes socio-culturelles. Ce courant pose la question de savoir comment la réalité sociale est créée et représentée à travers les pratiques physiques.
Cette histoire du corps est principalement celle du corps blanc occidental. Elle est donc eurocentrée. De plus, elle a été particulièrement étudiée en France, notamment par Georges Vigarello.

## Définition du corps
En tant qu’objet historique, le corps humain est l’ensemble des parties matérielles d’un être vivant d’un point de vue anatomique, de son fonctionnement interne et de son aspect extérieur. Il est également le siège de différents événements et d'actions tels que les maladies, les mutilations, les gestes médicaux, l’hygiène, la sexualité, le viol, les émotions, le sport, etc. Son apparence physique, sa perception par autrui et la façon dont il est vêtu (vêtements, costumes, …) sont liées et influencées par la société et ses mœurs. La vie socio-politique et culturelle l'influence,.

## Historiographie

### Précurseurs
Pendant longtemps, le corps en tant qu’objet historique a été oublié par les historiens. En effet, ceux-ci considéraient que « le corps appartenait à la nature et non à la culture. Or le corps a une histoire."
Jules Michelet semble être le premier à s'intéresser au corps en tant qu'objet historique. Effectivement, dans ses ouvrages Le Peuple (1837) et La Sorcière (1862), il évoque le sujet du corps dans l’histoire. Dans le premier ouvrage, Jules Michelet aborde la vie du peuple, ses travaux ainsi que ses souffrances. Dans le second ouvrage, il insiste sur l’importance du corps à travers les âges. Selon lui, les sorcières ont permis une révolution au Moyen Âge en redécouvrant la nature, la médecine et le corps.
Par la suite, d'autres historiens et sociologues s'y sont intéressés. Le socio-anthropologue Marcel Mauss s’intéresse aux techniques du corps et comment celles-ci régissent le corps selon les sociétés, les éducations et les modes. Ses observations s’appliquent également pour l’histoire. Selon lui, le corps est un objet d’étude pour l’histoire. Mais c’est véritablement Norbert Elias qui élève le corps au rang d'objet historique avec sa publication Sur le processus de civilisation (1939), parue en deux volumes. Cet ouvrage est l’une des contributions majeures à l’histoire du corps. Dans ce dernier, Norbert Elias s’intéresse au processus de civilisation à travers l’étude des mœurs et des techniques du corps. Dans le premier volume de son étude La Civilisation des mœurs, Norbert Elias montre, à travers les manuels de civilité, que les fonctions corporelles naturelles sont historiques et sociales. Dans L’Automne du Moyen Age (1919), Johan Huizinga consacre un chapitre intitulé L’âpre saveur de la vie. Il invite le lecteur de "se rappeler cette réceptivité, cette facilité d’émotions, cette propension aux larmes, ces retours spirituels, si l’ont veut concevoir l’âpreté de goût, la violence de couleur qu’avait la vie en ce temps-là".

### XXe siècle
L’histoire du corps connait un tournant avec l’école des Annales. Les historiens Lucien Febvre (1878-1956) et Marc Bloch (1886-1944), particulièrement sensible aux techniques du corps, ont fait de l’histoire du corps un programme de recherche. Dans son Apologie pour l’histoire, publié à titre posthume, Marc Bloch évoque son souhait de ne pas séparer l’homme de sa sensibilité et de son corps. Son premier livre Les Rois Thaumaturges, qui étudie la guérison miraculeuse des écrouelles par le toucher des mains des rois de France et d’Angleterre, est le foyer de l’histoire des mentalités et du corps.
Le philosophe Michel Foucault aborde la thématique du corps. Dans ses ouvrages, et plus particulièrement dans Surveiller et punir (1975), il évoque l’idée que le champ politique influence le corps car il a une prise immédiate sur lui. Il s’intéresse également sur l’histoire de la sexualité. Il a publié un ouvrage Histoire de la sexualité (1976) dont il a publié deux suites L’Usage des plaisirs (1984) et Le souci de soi (1984) dans lesquelles un chapitre est consacré au corps. Michel Foucault y étudie les pratiques et les conceptions du corps à partir de la médecine antique.
En 1974, dans la contribution Faire de l'histoire, Jacques Revel et Jean-Pierre Peter définissent le corps comme "absent de l’histoire, mais pourtant un de ses lieux". En 1979, l'historienne Michelle Perrot affirme que le corps a son histoire et qu'il est possible de la retracer. Elle dresse deux axes d'études du corps: d'une part, le corps en souffrance (émergeant de l'histoire de la médecine) et d'autre part, le corps géniteur (lié à l'histoire des femmes et à l'histoire de la sexualité). D'autres axes se développent par la suite. Pour les historiens étudiant le corps humanisé, ils affirment que celui-ci relève de l'histoire des mentalités et de l'histoire sociale. Le corps civilisé relève, quant à lui, de l'histoire de l'éducation et de l'histoire politique. Les historiens soulignent que le corps redressé s'inscrit dans l'histoire économique, militaire et sportive. A la fin des années 1980, l'histoire du corps semble être un puzzle en construction. L'interdisciplinarité devient essentielle pour imbriquer tous les morceaux du puzzle et étendre le champ de recherche,.

### Historiens actuels
Des historiens tels que Jacques Le Goff et Gilles Lecuppre s’intéressent à l’histoire du corps au Moyen Âge. Jacques Le Goff et Nicolas Truong ont publié en 2003 un ouvrage intitulé Une histoire du corps au Moyen Âge. Cet ouvrage aborde le corps sous le prisme du christianisme; le corps dans la vie quotidienne et dans la médecine; le corps dans tous ses états; et le corps comme métaphore.
Gilles Lecuppre aborde l’histoire du corps au Moyen Âge et à l’Epoque Moderne, à travers des articles, ses cours à l'UCLouvain et notamment les mémoires de master dont il est le promoteur tels que Le pouvoir malade: santé, médecine et discours politico-médical à la cour de Marie de Hongrie (1531-1558), Le prince invalide est-il un prince incapable? Les princes et monarques invalides dans l’Occident de la seconde moitié du Moyen Âge et Marie Stuart et le martyre catholique féminin d’une souveraine: enquête comparative du corps.  
L’histoire du corps aux Temps Modernes est étudiée par divers historiens. Antoine De Baecque est l’auteur d’un ouvrage intitulé Le corps de l’histoire. Métaphores et politique (1770-1800). Arlette Farge a écrit Effusion et tourment. Le récit des corps. Histoire du peuple au XVIIIe siècle.
De 2005 à 2006, une synthèse de 1525 pages est publiée en trois volumes sous la direction de Alain Corbin, Jean-Jacques Courtine et Georges Vigarello. Elle est intitulée Histoire du corps  et aborde le sujet de la Renaissance à l’Epoque Contemporaine. Vingt-trois chercheurs ont participé à cette contribution. Dans son étude Le corps, l'Eglise et le sacré au sein de cette contribution, Jacques Gélis constate que "le corps religieux est un vaste domaine d'étude, un champ encore en friche (...). L'histoire des représentations du corps dans l’univers religieux est aujourd’hui un chantier ouvert et l’essentiel de la tâche est devant nous."
Georges Vigarello a également écrit d’autres ouvrages sur différentes thématiques liées à l’histoire du corps depuis le Moyen Age jusqu’à nos jours (corps redressé, beauté, hygiène, obésité, fatigue, viol, …).
Certaines universités, comme l'ULB, proposent un cours sur l'histoire du corps, principalement dans le cadre du cursus de master en histoire et de master de spécialisation en histoire du genre. Le corps y est étudié tant d'un point de vue historique qu'historiographique.

## Périodes de l'histoire abordant le corps

### Antiquité
Pour les Grecs et les Romains, " Le corps est au cœur de multiples pratiques rituelles et sert, dans le même temps, la construction de discours sur les identités, les hiérarchies, les rapports de domination et de soumission." En effet, les Anciens pensent et représentent le corps de diverses manières. De plus, le corps antique se construit "à la lisière de données naturelles et culturelles". Un exemple significatif est le livre La Cité des satyres. Une anthropologie ludique (Athènes VIe – Ve siècle av. J.-C.) (2013) de François Lissarrague.
En 2004, Umberto Eco et Georges Vigarello ont publié chacun une histoire de la beauté. Par la suite, pour penser les normes corporelles sociales, politiques et religieuses dans les mondes anciens, d'autres chercheurs se sont posés la question du beau et du laid, du propre et du sale. Catherine Baroin étudie la beauté du corps masculin dans le monde romain. Elle met en opposition la beauté réelle du corps vivant et la beauté idéale. Michel Blonski s'intéresse, quant à lui, à l'hygiène corporelle chez les Romains.
Les historiens antiques intègrent dans leur chronique ou dans leur récit la maladie, notamment en période d'épidémie. Chacun de ces textes présentent ce point commun: un mal (châtiment, épreuve, vengeance) qui vient de l'extérieur pour toucher un chef, une cité, un peuple ou une nation dont le remède doit être cherché par ceux-ci pour être vaincu.
Le corps empoisonné est une cible des écrivains (Pline l'Ancien à travers son Histoire naturelle), des historiens et médecins (Galien et Dioscoride) antiques car le corps subit le poison et ce dernier laisse des marques sur celui-là. De plus, le corps et le poison sont liés car Galien définit le poison "comme ce qui est contraire au corps humain".

### Moyen Age
Les ordres constituant la société tripartite médiévale sont les bellatores (ceux qui combattent), laboratores (ceux qui travaillent) et oratores (ceux qui prient). Leur rapport au corps les caractérise en partie. Les prouesses guerrières ennoblissent le corps des bellatores. Le travail accable le corps des laboratores. Le corps des oratores ne peut être mutilé ou estropié.
Le corps est à l'époque médiévale sans cesse réprimé par le christianisme et ne pouvant pas le contrôler complètement, une codification et une réglementation du corps sont réalisées progressivement par l'Eglise. Les pratiques corporelles et les domaines de la vie sociale et privée mettant en jeu le corps (beauté, amour, nudité, etc.) sont alors contrôlées.
Bien que le corps est réprimé par l'Eglise, le corps souffrant est sacralisé par l'Église. En effet, cette dernière se préoccupe des corps torturés en comparaison avec les souffrances des corps des martyrs et du Christ,. Dès le XIe siècle, l'Église aborde également le corps des morts en raison de la préoccupation de la vie après la mort par les médiévaux et par le culte de la mémoire des morts. "La généralisation aux XVIe et XVIIe siècles des reliques des morts, le respect, l’ordre et la décence qu’elle veut à leurs égards imposer, atteignent leur but : "La sacralisation du domaine de la mort (...)."".
Le corps malade est isolé "au lit et à la chambre" ou lors de la mise en quarantaine durant les épidémies. Du XIVe au XVIIe siècle, la médecine occidentale médiévale est liée au contrôle et à l'organisation de cet espace morbide par des mesures définies, puis codifiées. En période d'épidémie jusqu'à la fin du XVIIIe siècle, la quarantaine ou l'enfermement peut toucher un individu suspecté d'être malade, un malade, une ville ou une province. Les médecins considèrent que le corps trompe l'observateur et parlent à la place du malade dont l'humanité lui est arrachée.
Dès la fin du XIIIe siècle, des traités des poisons sont produits dans le cadre de la prévention et du traitement des poisons. Ils se répandent aux XVIe et XVIIe siècles. Les encyclopédistes médiévaux (Avicenne, Vincent de Beauvais, Barthélémy l'Anglais) s'intéressent également aux poisons, mais également aux plantes permettant de neutraliser les poisons et de soigner.

### Temps Modernes
Le corps est présent au sein des représentations et des textes chrétiens. Le corps du Christ est au centre de la religion chrétienne. La foi et la dévotion au corps du Christ ont contribué à élever le corps au rang de sujet historique. Tout comme au Moyen Âge, le culte des reliques des corps des saints a une place importante au sein de l’Église. Le corps mort du saint est un objet de dévotion. À partir du XVIe siècle, l’Église est confrontée à une nouvelle vision du monde, plus scientifique, et notamment à une nouvelle image du corps avec André Vésale. Les traités exaltant le corps en bonne santé se multiplient.
L’étude du corps à l’Époque moderne se fait également sous le prisme de la sexualité. Les études d’archives judiciaires sont des sources intéressantes car elles nous éclairent sur les habitudes sociales et les comportements des individus, notamment en ce qui concerne les pratiques sexuelles.
Le corps en mouvement, à travers le sport et le jeu, est étudié par l’histoire du corps. Du XVIe au XVIIe siècle, la représentation du corps des nobles et des souverains insiste sur la vaillance de ceux-ci.
La physiognomonie, l’art de déchiffrer les langages du corps, connait un succès considérable entre le XVIe et le XVIIIe siècle. Le corps est considéré comme le miroir de l’âme. De nombreux textes tels que les manuels de rhétorique, les livres de civilité et les ouvrages de médecine affirment cette idée.
Dès la Renaissance, une série de tentatives ont eu lieu pour établir la médecine sur des fondations plus solides. À l’Époque moderne, de nombreux traités d’anatomie sont rédigés dont le De humani corporis fabrica d' André Vésale. La médecine s’est enrichie par de nombreuses découvertes comme le fonctionnement de la circulation sanguine par William Harvey au XVIIe siècle. Cette évolution de la médecine a transformé les représentations du corps.

### Époque contemporaine
Au XXe siècle, le corps est considéré comme porteur de valeur et un lieu de pouvoir.
Dans les années 1900, les premiers films pornographiques sont tournés et connaissent du succès. "Le film pornographique introduit une profonde rupture dans les représentations de la sexualité et des corps. Pour la première fois, il reproduit des actes sexuels non simulés, effectués de façon stéréotypée par des professionnels et détachés de toute relation affective ou personnelle".
Durant les guerres du XXe siècle, le corps, principalement celui de l'ennemi, fait l'objet d'atrocités. La déshumanisation, voire l'animalisation du corps adverse constitue l'une de ces atrocités, notamment durant la Seconde Guerre mondiale. Les déportés du nazisme et les prisonniers du Goulag en sont les cibles. Primo Levi affirme alors que le corps n'appartient plus à la personne le possédant,.
Dès le début des années 1970, les femmes proclament que leur corps leur appartient en réaction aux lois interdisant l'avortement. Par la suite, les mouvements homosexuels et LGBTQIA+ réclament l'appartenance de leur corps. Le corps est placé au centre des débats culturels par les luttes politiques et les aspirations individuelles.

## Sources utilisées pour réaliser une histoire du corps
Les chercheurs, principalement les historiens et anthropologues, utilisent diverses sources pour étudier l’histoire du corps. Quelques exemples de sources,, :
- les canons de beauté et de l’histoire de l’art ;
- les encyclopédies médiévales ;
- les enquêtes judiciaires ;
- les enquêtes médico-administratives pour les périodes et les lieux ayant conservés suffisamment de documents ;
- les lettres des médecins ou des proches du malade ;
- les manuels ecclésiastiques ;
- les œuvres des auteurs anciens : Pline l'Ancien, Thucydide, Grégoire de Tours, etc. ;
- les productions des théologiens, médecins et moralistes ;
- les rapports des médecins et les correspondances administratives ;
- les représentations figurées ;
- la sigillographie ;
- les sources hagiographiques, les exempla, la littérature chevaleresque, les nouvelles et les fictions ;
- les squelettes ;
- les textes religieux ;
- les textes de la pratique médicinale, les traités médicaux et la théorie des humeurs.

#### Articles de revues
- Michelle Perrot, « Le corps a son histoire, dans L’Histoire, n°8, 1979, p. 81.

#### Ouvrages
- Lydie Bodiou, Frédéric Chauvaud et Myriam Soria (dir.), Paris, coll. « Rencontres » (no 87), 2014.
- Alain Corbin, Jean-Jacques Courtine, Georges Vigarello (dir.), « Histoire du corps », Paris, 3 vol. ; vol. 1 : De la Renaissance aux Lumières, Georges Vigarello (dir.), 2005 ; vol. 2 : De la Révolution à la Grande Guerre, Alain Corbin (dir.), 2005 ; vol. 3 : Les mutations du regard. Le XXe siècle, Jean-Jacques Courtine (dir.), 2006.
- Johan Huizinga, « L’automne du Moyen Âge », Paris, 1975.
- Jacques Le Goff et Nicolas Truong, « Une histoire du corps au Moyen Age », Paris, 2003.
- Jacques Le Goff et Pierre Nora (dir.), « Faire de l’histoire: Nouveaux objets », vol. 2, Paris, coll. « Bibliothèque des histoires », 1974.
- Jacques Le Goff et Pierre Nora (dir.), « Faire de l’histoire : Nouveaux objets », vol. 3, Paris, coll. « Bibliothèque des histoires », 1974.

#### En ligne
- « Corps », sur Larousse (consulté le 29 novembre 2023).
- Stéphanie Chapuis-Després, « Histoire du corps, histoire du genre. Bilan et perspectives », dans Corps, n°14, 2016/1, p.67-77.
- Ralph Evêque, « Une brève histoire juridique du corps. Le corps humain en tant qu’objet et sujet de droit », Droit et cultures, vol. 82, no 2,‎ 2021.
- Florence Gherchanoc, « », Dialogues d'histoire ancienne, vol. 14 « Suppléments »,‎ 2015, p. 9-18.
- Yannick Ripa, L’histoire du corps, un puzzle inachevé, dans Revue historique, n° 644, 2007/4, p. 887-898.